# Tavagnacco
Tavagnacco (friuli nyelven Tavagnà) település Olaszországban, Friuli-Venezia Giulia régióban, Udine megyében. Lakosainak száma 14 670 fő (2023. január 1.). Tavagnacco Martignacco, Pagnacco, Pasian di Prato, Reana del Rojale, Tricesimo és Udine községekkel határos.

## Népesség
A település népességének változása:
| Lakosok száma | 14 981 | 14 981 | 14 670 |
|               | 2017   | 2018   | 2023   |